# (541103) 2018 RH11
(541103) 2018 RH11 es un asteroide perteneciente al cinturón exterior de asteroides descubierto el 8 de agosto de 2012 por el equipo del Pan-STARRS desde el Observatorio de Haleakala, Hawái, Estados Unidos.

## Designación y nombre
Designado provisionalmente como 2018 RH11.

## Características orbitales
2018 RH11 está situado a una distancia media del Sol de 3,203 ua, pudiendo alejarse hasta 3,327 ua y acercarse hasta 3,080 ua. Su excentricidad es 0,038 y la inclinación orbital 14,39 grados. Emplea 2094,73 días en completar una órbita alrededor del Sol.

## Características físicas
La magnitud absoluta de 2018 RH11 es 15,4. 